# Mpili
Mpili is een bestuurslaag in het regentschap Bima van de provincie West-Nusa Tenggara, Indonesië. Mpili telt 1571 inwoners (volkstelling 2010).